# Mavericks (musikalbum)
Maveriks är ett musikalbum från 2010 av bandet Johnossi. Det är bandets tredje album. Inspelad december 2009 till mars 2010 i Decibel studios i Stockholm. Producerad av Johnossi och Lasse Mårten. 

## Låtlista
1. "Mavericks" 4:34
2. "Dead End"  3:58
3. "Houses"  4:11
4. "Roscoe"  4:23
5. "Bed on Fire"  3:45
6. "What's the Point"  4:16
7. "No Last Call"  3:05
8. "Come Along (There's a Gene)"  3:51
9. "Worried Grounds"  6:30
10. "Sickness"  5:34